# Język lotaryński (oïl)
Język lotaryński (lorrain) – język romański z grupy langues d’oïl, którym posługują się mieszkańcy południowej i środkowej
Lotaryngii we Francji. Dzieli się na dialekty nancéin, spinalien, déodatien, longovicien, argonnais i gaumais. Często jest uznawany za dialekt języka francuskiego. Obecnie zanikający.